# Zinder I
Zinder I est un arrondissement communal de la ville de Zinder au Niger. 

## Géographie
L'arrondissement de Zinder I s'étend sur le centre historique : Birni, autour du Palais du Sultan et de la Grande Mosquée du centre au sud de la ville de Zinder.
| Zinder IV | Zinder II |          |
| Zinder IV | Zinder I  | Gaffati  |
| Droum     | Zinder V  | Kolléram |

## Histoire
La commune urbaine de Zinder I est instaurée en 2002, érigée en arrondissement communal en 2010. 

## Population
Lors du recensement général de 2012, la population communale est relevée à 84 610 habitants. L'accroissement annuel de la population atteint 3,9 % pendant la période 2001-2012.

## Quartiers et villages
L'arrondissement s'étend sur 59 localités en zones urbaine et rurale.

### Quartiers
En zone urbaine, l'arrondissement compte 18 quartiers :
- Camp de Garde
- Chétimari
- Dadin Sarki
- Dan Yaro Sultan
- Etat Major
- Franco
- Galadima
- Garin Makahi
- Jambourou
- Kachéni
- Kouran Daga
- Manzozo
- Marka
- Rougga Sarkin Foulani
- Sabon Gari
- Sultanat
- Tilacoco
- Yada Kondagué

### Villages et hameaux
- Angoual Dan Bourssou
- Angoual Gouarawa
- Angoual Maloummey
- Dan Brandia
- Dan Chamoua Haoussa
- Garin Boulama
- Garin Malam Maïgamdji
- Garin Mama
- Garin Noma
- Kandari
- Maïto Angoual Daoudou
- Maïto Marka
- Marka Maï Doumma
- Marka Sountali
- Rougal Gadaram
- Tapkin Kalgo
- Tchentchindi
- Dan Tounkou
- Gangaré
- Garin Adamou Bouzou
- Garin Badakey
- Garin Chéga
- Garin Dillaro
- Garin Géré
- Garin Kadou
- Garin Kaïlou
- Garin Madougou
- Garin Maï Goto
- Garin Makéra
- Garin Malam Alassane
- Garin Malam Idi
- Garin Najaja
- Garin Tchaouta
- Idon Kogui
- Kaki Maza
- Kangarari
- Rougal Hassan Bawada
- Tchentchindi

## Services et infrastructures

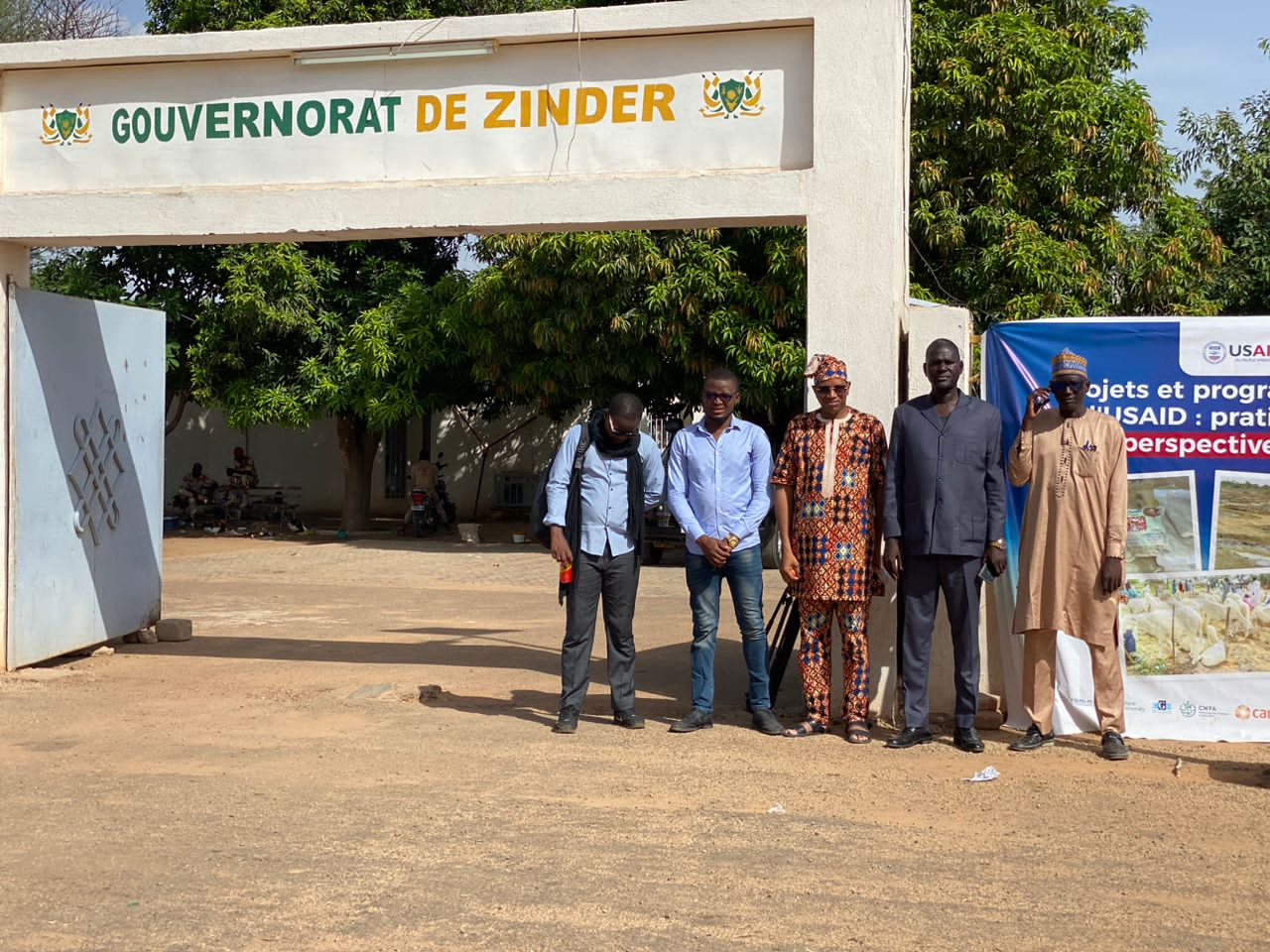
Zinder, entrée du Gouvernorat

- Gouvernorat de la région de Zinder

### Santé
La commune compte 3 centres de santé intégrés (CSI) : Sabongari Zinder, Dadin Serki, Birni Zr C.

## Transports
- Aéroport international de Zinder

## Sports

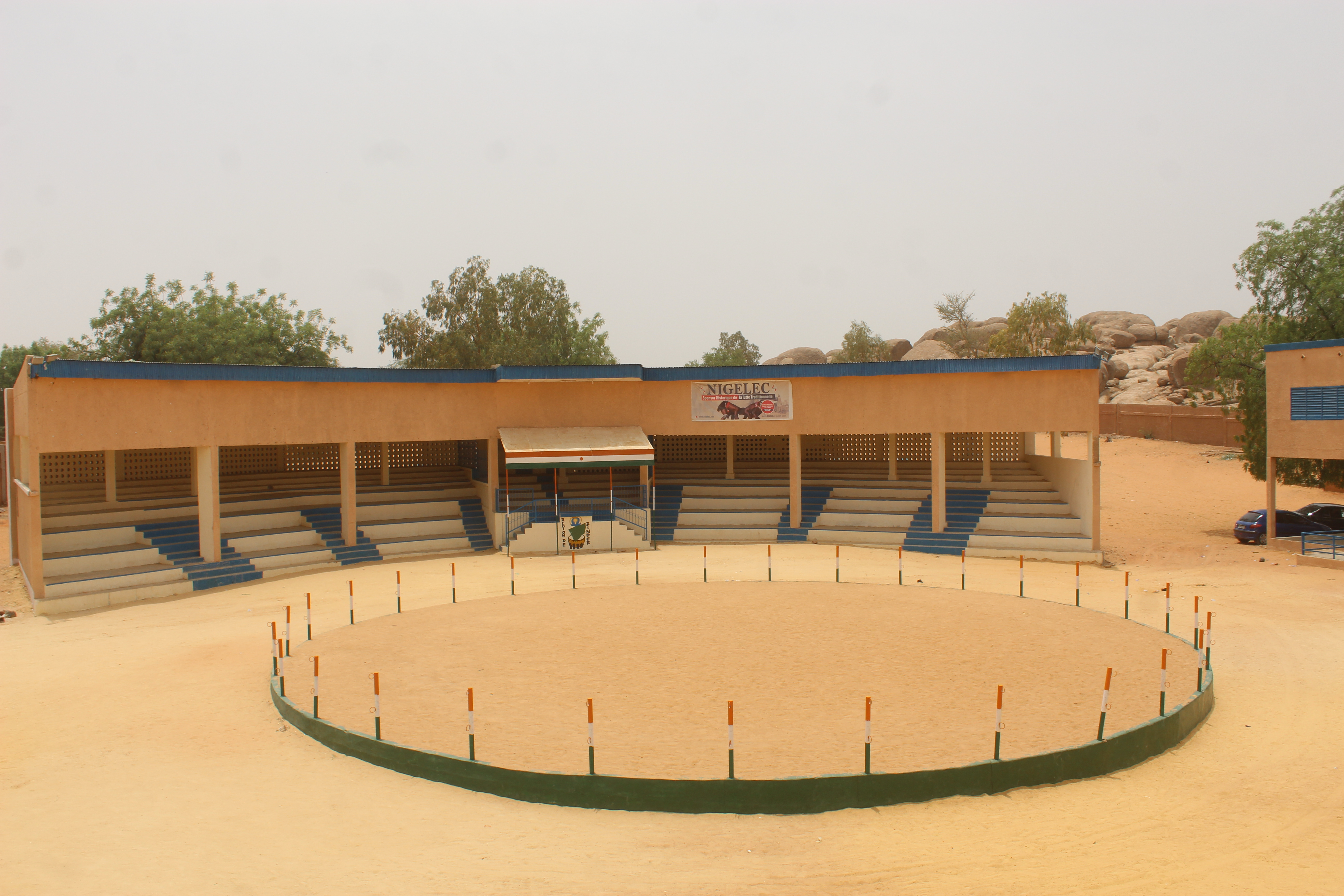
Arène des jeux traditionnels

- Arène des jeux traditionnels Langa-Langa de Zinder.